# Coniogramme spinulosa
Coniogramme spinulosa là một loài dương xỉ trong họ Pteridaceae. Loài này được Christ Hieron. mô tả khoa học đầu tiên năm 1916.